# Ulrich IV van Württemberg

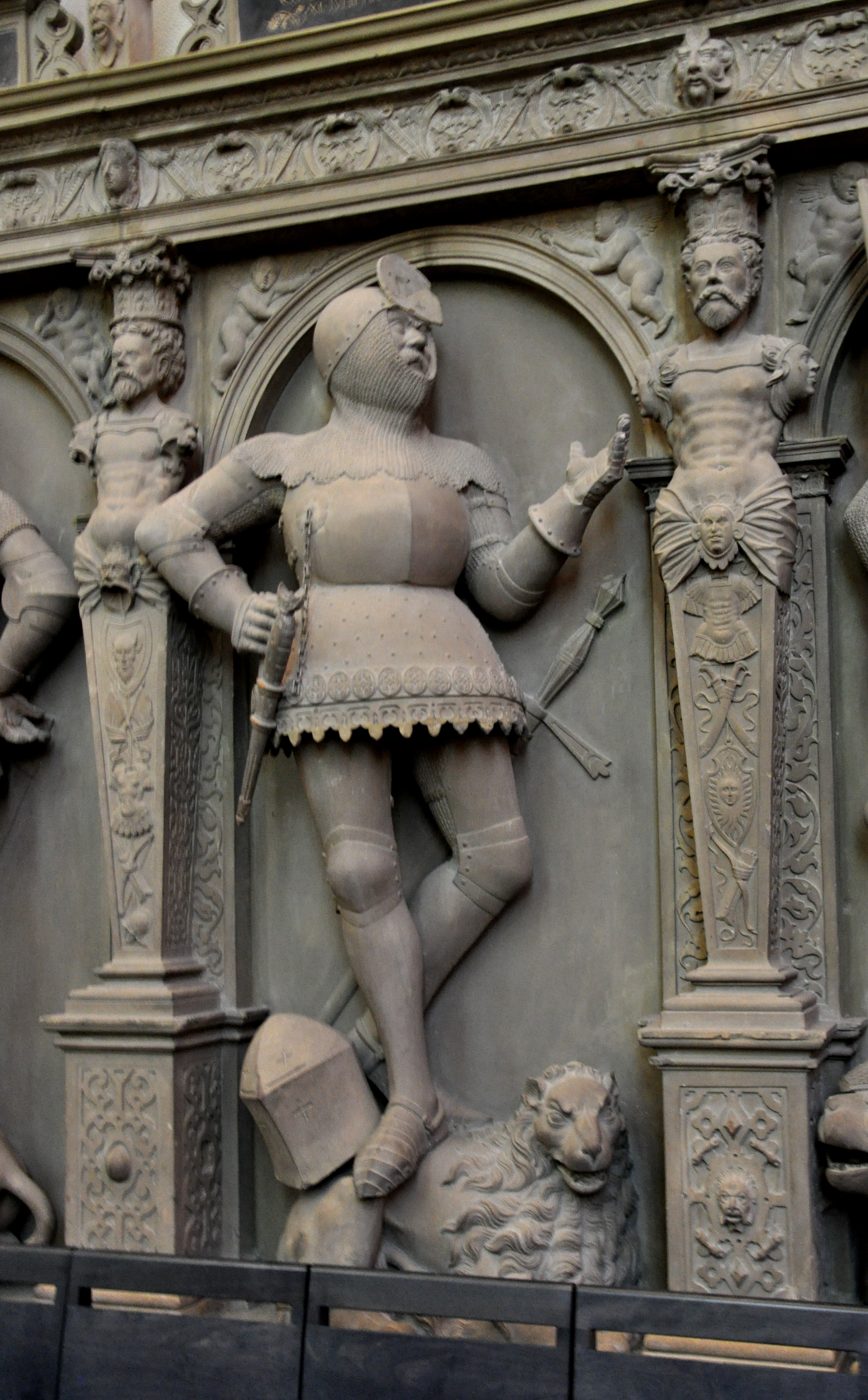
Ulrich IV

Ulrich IV (na 1315 - 1366 op Burg Hohenneuffen) was mederegeerder met zijn broer Everhard II als graaf van Württemberg van 1344 tot 1362.
Ulrich IV stond wegens zijn regeringsperiode in de schaduw van zijn broer Everhard II. Hij streefde naar een verdeling van het land maar werd door Everhard op 3 december 1361 tot een verdrag gedwongen waarin hij de ondeelbaarheid erkende. Op 1 mei 1362 zag hij af van regeringsdeelname.
Ulrich IV trouwde voor 1350 met gravin Catharina van Helfenstein. Het huwelijk bleef kinderloos..